# Jakob Seeböck
Jakob Seeböck (* 14. September 1976 in Wien) ist ein österreichischer Schauspieler.

## Leben
Der österreichische Theater-, Film- und Fernsehschauspieler Jakob Seeböck ist regelmäßig im österreichischen und deutschen Fernsehen zu sehen. In der ORF-Fernsehserie SOKO Kitzbühel spielte er von 2009 bis 2021 die Hauptrolle des Kommissars „Lukas Roither“. Jakob Seeböck, 1976 in Wien geboren, absolvierte das Franz Schubert Konservatorium in Wien.
Es folgten Auftritte in den ORF- und ARD-Fernsehserien „Medicopter“, „Schlosshotel Orth“, „Weißblaue Geschichten“, „Die Alpenklinik“ und er spielte eine durchgehende Rolle in der ersten Staffel von „Die Lottosieger“. Außerdem war Seeböck in Roland Düringers Kinofilmen „Die Viertelliterklasse“ und „Poppitz“ sowie in Miguel Alexandres Fernseh-Zweiteiler „Der Mann mit dem Fagott“ zu sehen.
Neben seinen Engagements vor der Kamera spielte Seeböck auch auf zahlreichen österreichischen Theaterbühnen. Sein Theaterdebüt gab er im Jahr 2000 am Landestheater Niederösterreich. Weitere Stationen waren u. a. das Theater der Jugend Wien, die Raimundspiele Gutenstein und das Wiener Volkstheater, wo er u. a. in „Elisabeth von England“, „Der tollste Tag“, „Die Räuber“, „Kasimir und Karoline“, „Die Ehe der Maria Braun“ sowie in „Die Stadt ohne Juden“ mitwirkte. Im Laufe seiner Karriere arbeitete Seeböck mit zahlreichen renommierten Theater- und FilmRegisseuren zusammen, wie z. B. Franck Apprederis, Leo Bauer, Rainer Hackstock, Daniel Helfer, Martin Kinkel, Olaf Kreinsen, Gerald Liegel, Peter Sämann, Michael Schottenberg, Harald Sicheritz oder Peter Weck.
Jakob Seeböck, Sohn des Schauspielerehepaares Erika Mottl und Herwig Seeböck († 2011), ist verheiratet, Vater von zwei Söhnen und lebt in Wien. 
Am 22. März 2021 wurde Jakob Seeböck als Gelse bei The Masked Singer Austria enttarnt.

## Theater

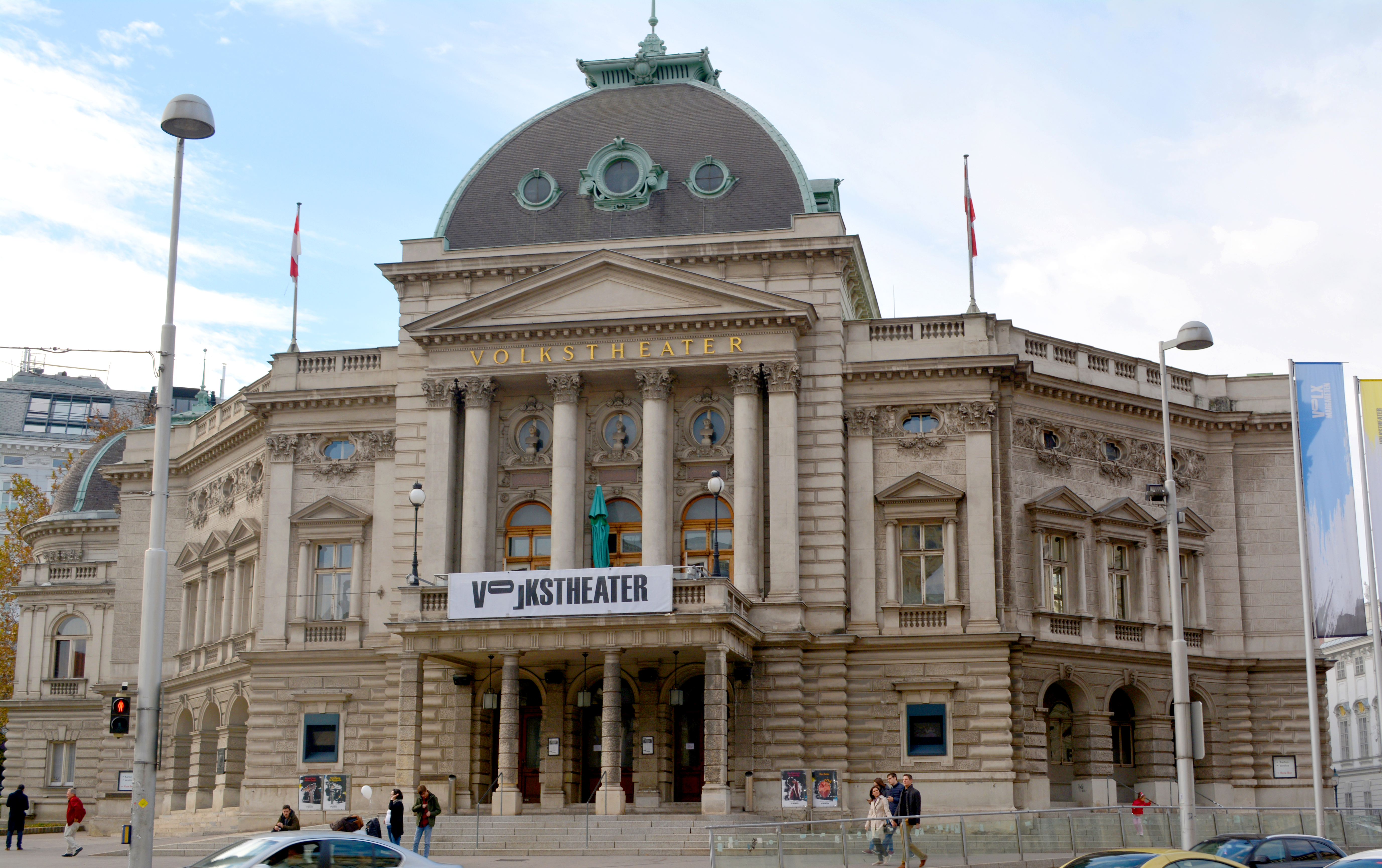
Volkstheater Wien

- 2005: Moisasurs Zauberfluch (Raimundspiele Gutenstein, E.W. Marboe)
- 2005: Kasimir und karoline (Volkstheater Wien, Regie: Anette Pullen)
- 2006: Die Ehe der Maria Braun (Volkstheater Wien, Regie: Antoine Uitdehaag)
- 2006: Die Stadt ohne Juden (Volkstheater Wien, Regie: Martin Oelbermann)
- 2006: Die gefesselte Phantasie (Raimundspiele Gutenstein, Regie: E.W. Marboe)
- 2006: Die Räuber (Volkstheater Wien, Regie: Nuran Calis)
- 2007: Die Unheil bringende Krone (Raimundspiele Gutenstein, Regie: E.W. Marboe)
- 2008: Sein oder Nichtsein (Landestheater NÖ, Regie: Harald Posch)
- 2008: Geschichten aus dem Wienerwald (Volkstheater Wien, Regie; Michael Schottenberg)
- 2008: Combat Science (Volkstheater Wien, Regie: Ruth Schell)

## Filmografie (Auswahl)
- 2002: Poppitz (Spielfilm)
- 2005: 11er Haus (Fernsehserie, 3 Folgen)
- 2005: Die Viertelliterklasse (Fernsehfilm)
- 2006: Mutig in die neuen Zeiten (Fernsehfilm)
- 2006: Wir waren so verhasst (Fernsehfilm)
- 2007: Weißblaue Geschichten (Fernsehserie, 1 Folge)
- 2008: Die Lottosieger (11 Episoden)
- 2009: Der Mann mit dem Fagott(Fernsehfilm)
- 2009–2021: SOKO Kitzbühel (Fernsehserie)
- 2013: Die Alpenklinik (Fernsehreihe, 1 Folge)
- 2019: Wischen ist Macht (Fernsehserie, 1 Folge)
- 2020: Outback Odyssey
- 2022: Alles finster – Überleben für Anfänger (Fernsehserie)
- 2022: Einsatz in den Alpen (Fernsehfilm)
- 2023: SOKO Linz – Spurlos
- 2024: School of Champions (Fernsehserie)

## Auszeichnungen
- 2020: Romy in der Kategorie beliebtester Schauspieler Serie/Reihe